# Son Cladera
Son Cladera o Son Cledera és un barri de Palma, situat entre la Indioteria, Son Fuster i Son Rutlan, que deu el nom a la possessió que hi havia abans que s'urbanitzàs el barri.
El barri de Son Cladera va sorgir els anys 1964-66, quan s'urbanitzaren les terres de la possessió de Son Cladera i s'hi bastiren grans edificis de protecció oficial. Es tracta d'un conjunt de blocs ortogonals, idèntics i distribuïts de forma regular que trencaren la fesomia rural de la zona. Més tard s'anaren urbanitzant altres terres que no eren part de la possessió però que avui en dia es consideren part de la barriada, com la zona de Can Roses, i encara ara hi ha qualque zona rural, cap a la frontera amb Marratxí.
Es tracta d'un barri dormitori, atès que els habitants fan feina fora del barri perquè hi ha poca activitat econòmica, i es troba arraconat entre l'autopista d'Inca i les vies del tren.
L'any 2018 tenia 7.614 habitants.